# Венсов план
 Под хрватском контролом
 Под српском контролом
Венсов план (енгл. Vance plan, хрв. Vanceov plan) био је мировни план преговора бившег државног секретара САД Сајруса Венса у новембру 1991. током рата у Хрватској. У то вријеме, Венс је био посебни изасланик генералног секретара УН; био је асистент америчког дипломате Херберта С. Окјуна током преговора. План је био тако осмишљен да спроведе прекид ватре, демилитаризује дијелове Хрватске који су били под контролом крајишких Срба и Југословенске народне армије (ЈНА), дозвољавајући повратак избјеглица и стварајући повољне услове за преговоре о сталном политичком рјешењу сукоба који је настао усљед распада Југославије.
Венсов план се састојао од два споразума. Први споразум, познат као Женевски споразум, потписали су југословенски министар одбране генерал Вељко Кадијевић, предсједник Србије Слободан Милошевић и предсједник Хрватске Фрањо Туђман у швајцарском граду Женеви 23. новембра 1991. године. С обзиром да споразум о прекиду ватре у то вријеме није одржан, даљи преговори довели су до Споразума о имплементацији 2. јануара 1992. године. Споразум о имплементацији, који су потписали генерал-пуковник Андрија Рашета и хрватски министар одбране Гојко Шушак у Сарајеву у Босни и Херцеговини, довео је до дугорочног прекида ватре, који су надгледале Заштитне снаге Организације уједињених нација (Унпрофор). Стране нису у потпуности спровеле остале главне одредбе Венсовог плана.

## Позадина
У августу 1990, побуна позната као Балван револуција почела је у Хрватској. Одвијала се у претежно српским подручјима далматинског залеђа око града Книна, дијеловима Лике, Кордуна и Баније, као и у насељима у источној Хрватској са знатном српском популацијом. Ове области ће касније бити дио Републике Српске Крајине. Након што је Српска Крајина прогласила намјеру придруживања Србији, хрватска влада је прогласила Српску Крајину побуњеничком организацијом. До марта 1991, сукоб је ескалирао што је довело до рата у Хрватској. У јуну 1991, Хрватска је прогласила независност. Услиједио је тромјесечни мораторијум на проглашење независности Хрватске и Српске Крајине, али су оба проглашења ступила на снагу 8. октобра.
Збор народне гарде (ЗНГ) основан је у мају 1991. као подршка Хрватској полицији, јер она није била у могућности да се носи са РСК, која је имала подршку ЈНА. У новембру исте године, ЗНГ је преименована у Хрватску војску (ХВ). Успостављање хрватске војске ометао је ембарго УН на оружје који је уведен у септембру.  Посљедње мјесеце 1991. обиљежили су најтеже борбе рата, као што су Битка за касарне, блокада Дубровника и битка за Вуковар.

## Женевски споразум
Венсов план је исход дипломатске мисије Сајруса Венса, бившег државног секретара САД, тадашњег изасланика генералног секретара УН. Помоћ су му пружили амерички дипломата Херберт Окјун и замјеник генералног секретара УН за посебна политичка питања Марак Голдинг. Мисија је послата у Југославију и за циљ је имала вођење преговора о прекиду непријатељстава у Хрватској крајем 1991. године. Планом је предложен прекид ватре, заштита цивила у одређеним подручјима која су одређена као заштићена подручја УН и мировна операција УН у Хрватској.
План је прво представљен предсједнику Србије Слободану Милошевићу. Милошевић је план сматрао потпуно прихватљивим и обећао је да ће осигурати да га руководство РСК на крају подржи. Подржао је план јер је обезбиједи да се сачувају српски територијални добици из 1991, задржао администрацију крајишких Срба у областима у којима ће бити распоређени мировњаци и дозволио ЈНА да свој фокус пребаци на Босну и Херцеговину. Венс се затим састао са југословенским министром одбране генералом Вељком Кадијевићем, који је такође подржао план, а Милошевић је очигледно убиједио у то. Након што је план прихватио предсједник Хрватске Фрањо Туђман, споразум су потписали Туђман, Милошевић и Кадијевић у швајцарском граду Женеви 23. новембра 1991. године. Женевски споразум је био предуслов за распоређивање мировних снага УН-а. Садржао је четири одредбе; крај хрватске блокаде касарни ЈНА, повлачење особља и опреме ЈНА из Хрватске, спровођење прекида ватре и олакшавање испоруке хуманитарне помоћи.
Стране споразума такође су се сложила са распоређивањем мировне мисије УН-а у Хрватској, што је касније одобрено Резолуцијом Савјета безбједности УН-а 721 27. новембра, након формалног захтјева за распоређивање мировних снага који је претходног дана поднијела југословенска влада.
Венсов план је одобрен у складу са Резолуцијом 721 као до извјештаја генералног секретара УН-а поднијетог 11. децембра, као Резолуција Савјета безбједности УН-а 724 15. децембра. Том резолуцијом је утврђено да још нису испуњени неопходни услови за распоређивање мировних снага. Умјесто тога, УН су распоредиле 50 официра за везу да припреме мисију, док су борбе трајале током 1991. године. Блокада касарни ЈНА на територији под контролом ХВ трајала је до децембра 1991. године.
У посљедњој десетодневној рунди састанака, Венс је преговарао о још једном споразуму о прекиду ватре као привременом аранжману потпомогнутом распоређивању мировних снага УН-а, које би га надгледале. Коначна препрека споразуму уклоњена је када је Туђман пристао да укине блокаду преосталих касарни ЈНА на територији под контролом ХВ 25. децембра. Тиме су испуњени Кадијевићеви услови за спровођење прекида ватре, а Милошевић је 31. децембра изјавио да нема примједбе на план.

## Сарајевски споразум
Коначни споразум познат је као Венсов план, Сарајевски споразум или Споразум о примјени. Распоређивање УН-а омогућено је прихватањем да споразум не представља коначну политичку нагодбу и описом улоге мисије УН-а, што је омогућило да обје стране то прогласе побједом. Крајишки Срби су тврдили да стање дозвољава одржавање власти Српска Крајине док се не постигне коначно политичко рјешење, практично одређујући да крајишки Срби немају подстицај за преговоре. Хрватске власти су вјеровале да ће УН вратити подручју контролом крајишких Срба вратити под њихову власт, што УН неће ни покушати.
Након четворосатних преговора, споразум су потписали хрватски министар одбране Гојко Шушак и замјеник команданта 5. војне области ЈНА генерал-пуковник Андрија Рашета у Сарајеву 2. јануара 1992. године. Био је то петнаести споразум о прекиду ватре од почетка рата у Хрватској 31. марта 1991. године. Примирје је углавном одржавано након што је ступило на снагу 3. јануара у 18 часова. Главни изузетак био је на дубровачком подручју, гдје је ЈНА држала положаје око Дубровника и у оближњим Конавлима до јула 1992. године. То подручје није било укључено у план распоређивања миротвораца УН-а. Југословенска ратна морнарица се из поморске базе Лора код Сплита повукла 4. јануара. Командант ЗНГ-а генерал-мајор Имра Аготић примјетио је 5. јануара 84 прекршаја примирја са српске стране. Југословенско Ратно ваздухопловство и противваздушна одбрана оборило је хеликоптер Европске надзорне комисије 7. јануара. Сљедећег дана Кадијевић је поднио оставку на дужност министра одбране, а замијенио га је генерал-пуковник Благоје Аџић.
Венсов план је осмишљен да заустави борбе у Хрватској и омогући да се преговори наставе без утицаја текућих непријатељстава. Није понудио никаква политичка рјешења. План је подразумијевао распоређивање 10.000 миротвораца УН-а (Унпрофор) у три главна подручја сукоба одређена као заштићена подручја УН-а. План је наводио одређене општине које су требале бити укључене у свако заштићено подручје, али тачне границе сваког заштићеног подручја нису биле јасно одређене, јер је колико општина требало бити дјелимично укључено. Задатак одређивања тачних граница сваког заштићеног подручја унапријед је додијељен распоређеним официрима за везу УН-а, у сарадњи са властима у сваком подручју. Стварање заштићених подручја било је неопходно за Милошевићево и Туђманово прихватање плана. Југословенске власти првобитно су тражиле размјештање мировњака дуж зоне између српских и хрватских подручја, што је одражавало српску жељу да мировне снаге обезбиједе линије сукоба. Хрватска је тражила да се мировне снаге распореде дуж њених граница. Заштићена подручја су служила да формално задовоље обје стране.
| Заштићено подручје | Општина         | Напомене                          |
| Источна Славонија  | Бели Манастир   | цјелокупна општина                |
| Источна Славонија  | Вуковар         | цјелокупна општина                |
| Источна Славонија  | Осијек          | области источно од града Осијека  |
| Источна Славонија  | Винковци        | неодређена села на крајњем истоку |
| Западна Славонија  | Грубишно Поље   | цјелокупна општина                |
| Западна Славонија  | Дарувар         | цјелокупна општина                |
| Западна Славонија  | Пакрац          | цјелокупна општина                |
| Западна Славонија  | Нова Градишка   | западни дијелови општине          |
| Западна Славонија  | Новска          | источни дијелови општине          |
| Крајина            | Бенковац        | цјелокупна општина                |
| Крајина            | Двор            | цјелокупна општина                |
| Крајина            | Доњи Лапац      | цјелокупна општина                |
| Крајина            | Глина           | цјелокупна општина                |
| Крајина            | Грачац          | цјелокупна општина                |
| Крајина            | Книн            | цјелокупна општина                |
| Крајина            | Костајница      | цјелокупна општина                |
| Крајина            | Обровац         | цјелокупна општина                |
| Крајина            | Петриња         | цјелокупна општина                |
| Крајина            | Слуњ            | цјелокупна општина                |
| Крајина            | Титова Кореница | цјелокупна општина                |
| Крајина            | Војнић          | цјелокупна општина                |
| Крајина            | Вргинмост       | цјелокупна општина                |

Задатак Унпрофора био је да створи тампон зоне између зараћених страна, разоружа припаднике Територијалне одбране Српске Крајине, нагледа повлачење ЈНА и ХВ из заштићених подручја УН-а и повратак избјеглица у та подручја. Резолуција Савјета безбједности УН 743 од 21. фебруара 1992. описује правни основ мисије УН, затражен и усаглашен у новембру 1991, без изричитог позивања на поглавља VI или VII Повеље Уједињених нација. Умјесто тога, резолуција се позива на поглавље VIII Повеље, која предвиђа спровођење путем регионалних аранжмана или агенција након даљег одобрења Савјета безбједности УН.
Предсједник Српске Крајине Милан Бабић је одбацио план; Милошевић га је позвао у Београд, гдје су он, српски чланови савезног Предсједништва, команданти ЈНА и челници Срба у БиХ на седамдесетчасовном састанку покушали да убиједе Бабића да се предомисли. Иако Милошевић није убедио Бабића да промијени мишљење, договорио је да Скупштина Републике Српске Крајине одобрио план. Бабићеве и Милошевићеве присталице организовале су двије одвојене, истовремене сједнице Скупштине — на свакој је проглашена побједа. Бабић је 27. фебруара смијењен са дужности предсједник Српске Крајине, због Милошевићеве интервенције; на његово мјесто дошао је Горан Хаџић. Бабић се противио Венсовом плану, јер је сматрао да би се његово прихватање и замјена ЈНА са Унпрофором представљало фактичко прихватање хрватског суверенитета над територијом Српске Крајине, јер је Венсов план третирао територије Српске Крајине као дио Хрватске. Хрватска је Заштићена подручја УН сматрала својом територијом и противила се било каквом званичном признању званичника Српске Крајине унутар њих. Страховала је да ће Српска Крајина искористити мисију УН да се консолидује у оквиру Заштићених подручја. Хрватске власти су сматрале да су једине стране у Венсовом плану биле власти у Београду, УН и Хрватска.

## Посљедице
Упркос Женевском споразуму који је захтијевао хитно повлачење људства и опреме ЈНА из Хрватске, ЈНА се није повукла још 7—8 мјесеци. Када се на крају повукла, своју опрему је препустила снагама Српске Крајине. Прекид ватре од 2. јануара омогућио је ЈНА да задржи своје положаје у источној и западној Славонији, које су биле на ивици војног колапса. Као посљедица организацијских проблема и кршења претходног споразума о прекиду ватре, Унпрофор је почео пристизати тек 8. марта и требала су му два мјесеца да се потпуно распореди у Заштићена подручја УН. Иако је Унпрофор ставио већину тешког наоружања Српске Крајине у складишта која су заједнички контролисали УН и Српска Крајине до јануара 1993, мировне трупе нису биле у стању да испуне одредбе Венсовог плана, као што је разоружање Милиције Крајине, повратак избјеглица, обнова цивилне власти и успостављање вишенационалних полицијских снага. Милиција Крајине је преименована у полицију, док се етничко чишћење подручја под њеном контролом наставило без контроле. Унпрофор је био приморан да спријечи повратак избјеглица због лоших безбједносних услова. Није било покушаја успостављања вишенационалне полиције. Унпрофор такође није успио да уклони снага Српске Крајине из области изван одређених Сигурних подручја УН које су биле под контролом Српске Крајине када је потписан прекид ватре према Сарајевском споразуму. Та подручја — касније позната као „ружичасте зоне” — требало је да буду враћена под хрватску контролу на самом почетку. Неуспјех овог аспекта спровођења Венсовог плана учинио је ружичасте зоне главним извором трвења између Хрватске и Српске Крајине.
Хрватска је 1993. покренула неколико мањих војних операције против Српске Крајине да би заузела значајне мјесне циљеве и привукла међународну пажњу; била је забринута да би ситуација на терену могла постати трајна. Као одговор, Српска војска Крајине је преузела своје оружје из складишта под заједничком контролом УН и Српске Крајине, чиме је поништен једини велики успјех Унпрофора. У марту 1995. мисија Унпрофора је прекинута залагање америчког амбасадора Ричарда Холбрука; операција Уједињених нација за враћање повјерења распоређена је у Хрватску са новим мандатом. Касније те године, највећи дио територије Српске Крајине заузет је током операције Бљесак и Олуја Хрватске војске, што је Бабић предвидио када се супротставио Венсовом плану 1991. године. Остатак територије Српске Крајине интегрисан је у састав Хрватске након Ердутског споразума о којем су хрватске и српске власти преговарале 12. новембра 1995. током мировних преговора који су довели до Дејтонског споразума.